# 瓦列里·萨布林
瓦列里·米哈伊洛維奇·萨布林（俄语：Вале́рий Миха́йлович Са́блин；1939年1月1日—1976年8月3日），红海军军官，苏共党员。1975年11月，他在警戒号巡防艦上发动兵变，希望能借此在苏联发动第二次列宁主义革命，以改变苏联停滞和腐败的现况。萨布林的革命计划最终失败，他也因叛国罪在1976年8月被苏联当局处决。

## 早年生平
1939年，萨布林出生于海军军官家庭。1959年加入苏联共产党。1960年，他毕业于伏龍芝海軍軍事學院，同年12月开始于苏联北方舰队服役。1961年，萨布林调任知识号驱逐舰火控小组指挥。萨布林虽工作勤恳，但由于其在1962年向赫魯曉夫写了一封谴责社会乱象的信，并表示要党中央“肃清党内的马屁精和贪腐者”，萨布林因而受到惩戒，其首次晋升实际上也被推迟一年。
1963年，知识号改隶黑海舰队，而萨布林不满于黑海舰队的工作地点，所以他写了多份报告要求调回北方舰队。很快，萨布林的要求获批，他也在1965年被任命为北方舰队反潜防御舰PLC-25号的副舰长。
1969年-1973年，萨布林在列宁军事政治学院进修。由于成绩优异，他的名字在毕业后被刻在学院纪录顶尖毕业生的大理石匾上。毕业后，萨布林被提拔为副政委。但由于原政委因醉酒闹事被降职，他得以被提拔为政委。

## 兵变

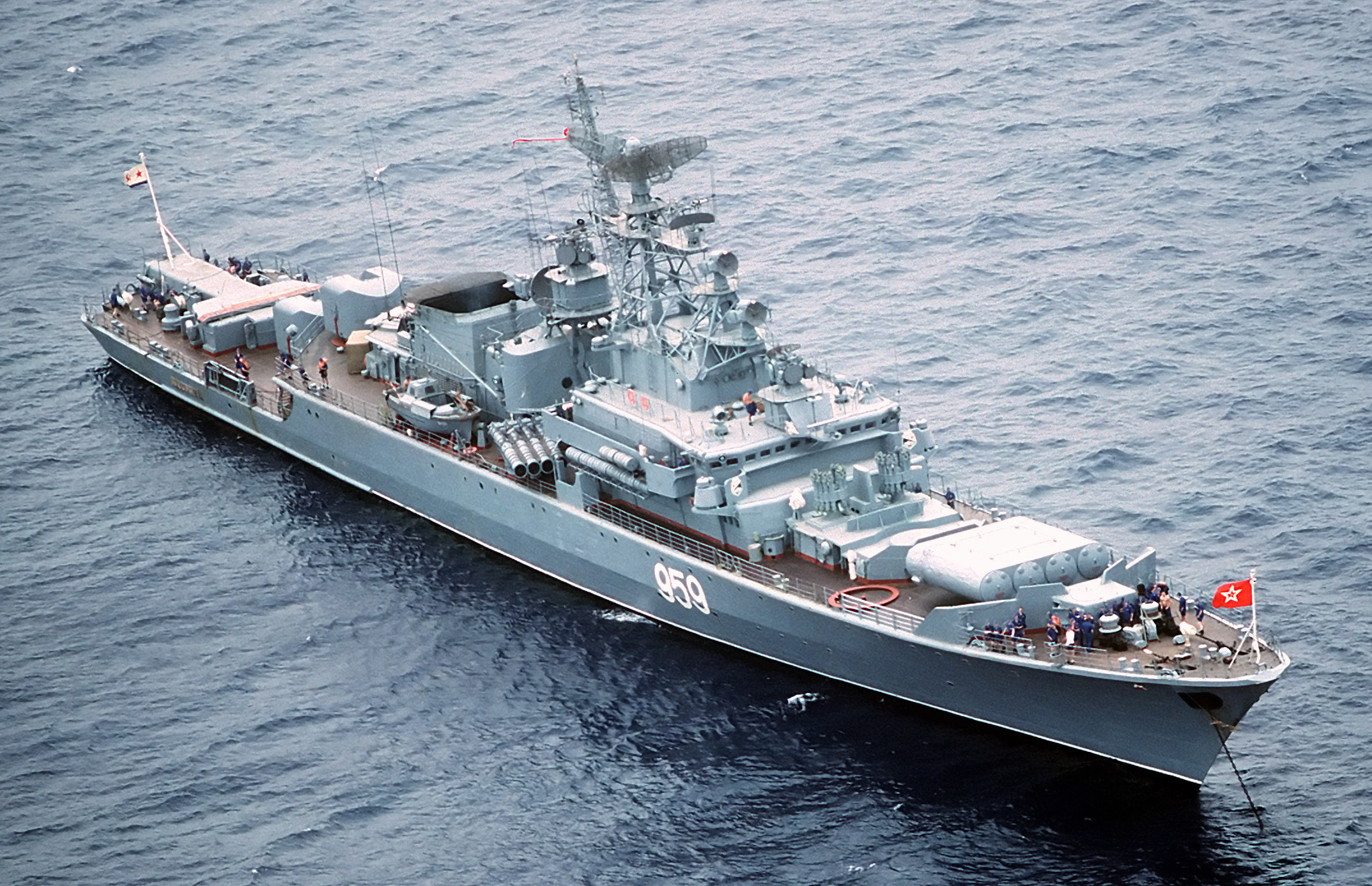
警戒号护卫舰

1975年11月6日，警戒号巡防艦抵达里加。按原定计划，它应于里加停靠至11月9日早晨，然后前往利耶帕亚进行维修。
1975年11月7日下午，政委萨布林将船长阿纳托利·波图尔尼（Anatoly Potulny）锁在下层甲板，之后劫持了警戒号，随即于军官活动室召集全体军官。萨布林计划将船从里加湾经芬蘭灣开至列宁格勒，之后以致敬阿芙乐尔号巡洋舰的方式穿过涅瓦河，然后他将通过无线电和广播通报勃列日涅夫时代的腐化和官僚主义，并号召苏联人民发动革命，推翻勃列日涅夫政府。。
萨布林试图在未经授权下将这艘船驶至喀琅施塔得，之后代表全船船员声明该船为苏联独立领土，使他有机会在电视台发表讲话，表明自我观点。当被问及这些观点与他加入的党派是否冲突时，他回答说他已经离开了现在的这个党，并且不认为自己与现在的这个党有联系。当被问及船长在哪里时，他说船长在船舱里，正在考虑他的建议...——调查委员会的报告
向军官们阐释完自己的想法后，萨布林提议通过投票表决，决定是否进行兵变。大半军官支持兵变，而反对兵变的军官则被关禁闭以免因兵变受罚。之后，萨布林召集了船员，发表讲话称:大多数军官都支持兵变，并希望船员们也支持这一想法。
大部分船员都支持兵变，但船舶电气工程部门的负责军官菲尔索夫中尉却反对这一想法。菲尔索夫设法离开警戒号，并向周边的值班人员报告了萨布林的谋反行为。经逐层上报后，勃列日涅夫亲自下令:要求炸沉或者炸停该舰。之后苏军便派出了668航空兵团的10架飞机和第九舰队的13艘军舰追捕警戒号，并使用炮兵轰击该舰。警戒号的方向舵被击伤，最终被迫停船。随后在苏联海军步兵突击队和部分船员的努力下，警戒号的控制权被夺回，被关禁闭的船长和军官们也被解救。在袭击中，萨布林和部分船员受了伤，他们很快就被海军突击队逮捕。
1976年6月，萨布林被处以叛国罪。虽然依据惯例，叛国罪罪犯一般会被判处15年有期徒刑，但他最终还是于1976年8月3日被处决。除萨布林的主要协助者亚历山大·沙因（Alexander Shein）被判处8年监禁外，其余参与兵变的罪犯均被当场释放。
1994年，俄罗斯最高法院军事委员会重审此案，认为当时对他的判决过重，为他和沙因两人部分平反。

## 影响
苏联方面不希望这些新闻被扩散出去，甚至准备以萨布林杀鸡儆猴。不过萨布林若想到达列宁格勒，必须从里加湾穿过爱沙尼亚的萨雷马岛和希乌马岛，但这条道路上有许多苏联的侦察装置，如果萨布林不想走这条路，那他就必须绕过哥得蘭島，但是这样看起来就像是萨布林等人正在驶向瑞典或者丹麦。萨布林选择了第二条道路，这导致直到冷战结束前西方情报机构都以为他打算驾船逃向西方。
古格里·杨（Gregory D. Young）被认为是西方第一个察觉到萨布林真实意图的人，他在他的硕士论文《Mutiny on Storozhevoy: A Case Study of Dissent in the Soviet Navy》和著作《The Last Sentry》中探讨了该问题。上述资料被储存在美国海军学院档案馆中，随后启发了湯姆·克蘭西创作《獵殺紅色十月號》。

## 语录
（我）相信历史会公正地评断这件事，因此你不必为你父亲的所作所为感到尴尬。切勿成为那些只会口头批评，不去付诸行动的人，这种人是软弱而毫无价值的伪君子，他们永远也没有能力将自己的信念和行为相统一。亲爱的，我希望你能鼓起勇气，坚信生活的美好，保持乐观的态度，要相信革命总是无往不胜的。——萨布林在行刑前给他儿子的最后一封信
我相信群众的革命意识终会将革命之火带回。——萨布林写给他父母的告别信